# Malwan
Malwan (o Malvan) è una città dell'India di 18.675 abitanti, situata nel distretto di Sindhudurg, nello stato federato del Maharashtra. In base al numero di abitanti la città rientra nella classe IV (da 10.000 a 19.999 persone).

## Geografia fisica
La città è situata a 16° 4' 0 N e 73° 28' 0 E e ha un'altitudine di 5 m s.l.m..

## Società

### Evoluzione demografica
Al censimento del 2001 la popolazione di Malwan assommava a 18.675 persone, delle quali 9.499 maschi e 9.176 femmine. I bambini di età inferiore o uguale ai sei anni assommavano a 1.763, dei quali 921 maschi e 842 femmine. Infine, coloro che erano in grado di saper almeno leggere e scrivere erano 15.200, dei quali 8.090 maschi e 7.110 femmine.